# Liste des partis politiques en Finlande
Cette page présente la liste des partis politiques finlandais.

## Partis actuellement représentés au Parlement
| Parti | Parti                               | Initiales | Président            | Idéologie                                                 | Eduskunta | Conseillers municipaux | Parlement européen | Création |
| ----- | ----------------------------------- | --------- | -------------------- | --------------------------------------------------------- | --------- | ---------------------- | ------------------ | -------- |
|       | Parti social-démocrate de Finlande  | SDP       | Sanna Marin          | Social-démocratie                                         | 40 / 200  | 1449 / 8859            | 2 / 14             | 1899     |
|       | Vrais Finlandais                    | PS        | Riikka Purra         | National-conservatisme, Populisme de droite               | 38 / 200  | 1350 / 8859            | 2 / 14             | 1995     |
|       | Parti de la coalition nationale     | Kok.      | Petteri Orpo         | Libéral-conservatisme, Conservatisme                      | 38 / 200  | 1554 / 8859            | 3 / 14             | 1918     |
|       | Parti du centre                     | Kesk.     | Annika Saarikko      | Agrarisme, Social-libéralisme                             | 31 / 200  | 2448 / 8859            | 2 / 14             | 1906     |
|       | Ligue verte                         | Vihr.     | Maria Ohisalo        | Politique écologique, Europhilie                          | 20 / 200  | 432 / 8859             | 3 / 14             | 1987     |
|       | Alliance de gauche                  | Vas.      | Li Andersson         | Socialisme démocratique, Écosocialisme                    | 16 / 200  | 508 / 8859             | 1 / 14             | 1990     |
|       | Parti populaire suédois de Finlande | RKP       | Anna-Maja Henriksson | Libéralisme, Défense des intérêts des Suédois en Finlande | 9 / 200   | 463 / 8859             | 1 / 14             | 1906     |
|       | Chrétiens-démocrates                | KD        | Sari Essayah         | Démocratie chrétienne, Conservatisme sociétal             | 5 / 200   | 309 / 8859             | 0 / 14             | 1958     |
|       | Mouvement maintenant                | Liik.     | Hjallis Harkimo      | Libéralisme économique, Cyberdémocratie                   | 1 / 200   | 49 / 8859              | 0 / 14             | 2018     |
|       | Le pouvoir appartient au peuple     | VKK       | Ano Turtiainen       | Neutralisme, Populisme de droite                          | 1 / 200   | 0 / 8859               | 0 / 14             | 2021     |

## Partis actuellement non représentés au Parlement
| Nom                                                                | Nom                                                          | Nom                                                   | abr. | Dirigeant           |
| Français                                                           | Finnois                                                      | Suédois                                               | abr. | Dirigeant           |
| ------------------------------------------------------------------ | ------------------------------------------------------------ | ----------------------------------------------------- | ---- | ------------------- |
| Parti de l'indépendance                                            | Itsenäisyyspuolue                                            | Självständighetspartiet                               | IPU  | Henri Aitakari      |
| Parti des travailleurs communistes – Pour la paix et le socialisme | Kommunistinen Työväenpuolue – Rauhan ja Sosialismin puolesta | Kommunistiska Arbetarpartiet – För Fred och Socialism | KTP  | Mikko Vartiainen    |
| Parti communiste de Finlande                                       | Suomen kommunistinen puolue                                  | Finlands kommunistiska parti                          | SKP  | Juha-Pekka Väisänen |
| Parti des travailleurs de Finlande                                 | Suomen työväenpuolue                                         | Finlands Arbetarparti                                 | STP  | Juhani Tanski       |
| Parti pirate                                                       | Piraattipuolue                                               | Piratpartiet                                          | PP   | Petrus Pennanen     |
| Parti féministe                                                    | Feministinen puolue                                          | Feministiska partiet                                  | n/a  | Katju Aro           |
| Réforme bleue                                                      | Sininen tulevaisuus                                          | Blå framtid                                           |      | Kari Kulmala        |
| Le peuple finlandais d'abord                                       | Suomen Kansa Ensin                                           | n/a                                                   | SKE  | Riikka Salmi        |
| Mouvement Bleu-Noir                                                | Sinimusta liike                                              | n/a                                                   | SML  | Tuukka Kuru         |